# Jesús Enguita
Jesús Enguita (Jesús Rodríguez Sancho, 1934 - 10 de agosto de 1990) fue un actor español

## Biografía
De trayectoria fundamentalmente teatral, realizó también una importante carrera en televisión, y escasas y - salvo excepciones - poco relevantes incursiones cinematográficas.
Debutó sobre los escenarios madrileños a finales de la década de 1950, con obras como La noche del 16 de enero (1957), con Nuria Torray, Llenos de su ausencia (1959), Las andanzas de Pinocho (1960), con José Sacristán o Los jugadores (1963), con Lola Gaos. Seguirían decenas de montajes, como Celos del aire (1967), de José López Rubio Nerón-Paso (1969) y Tú me acostumbraste (1970), ambas de Alfonso Paso, La gata sobre el tejado de zinc, de Williams, en adaptación de Ana Diosdado, Extraños en mi cama (1975), de Dave Freeman, Lástima que sea una puta (1979), de John Ford, La vieja señorita del paraíso (1980), de Antonio Gala o La señora presidenta (1982), con Manolo Gómez Bur. Hasta pocas semanas antes de su fallecimiento, como consecuencia de un tumor cerebral, se mantuvo trabajando sobre los escenarios en la obra Entren sin llamar, junto a Pedro Osinaga.
Su presencia fue habitual en la pequeña pantalla en las décadas de 1960 y 1970, como uno de los secundarios más asiduos en el plantel de actores de Televisión española e intervino en decenas de montajes de teatro televisado en espacios como Estudio 1 y Primera fila, o en series como Cañas y barro.
Su paso por el cine, por el contrario, no fue especialmente notorio, y de la quincena de títulos en los que intervino, pueden escogerse Las verdes praderas, de José Luis Garci, Nacional III, de Luis García Berlanga y El Lute: Camina o revienta, de Vicente Aranda.

## Fallecimiento
El 16 de mayo de 1990 dejó de trabajar en la compañía de Pedro Osinaga para ser intervenido quirúrgicamente de un tumor cerebral. Tenía 56 años.

## Filmografía
- El Lute: Camina o revienta (1987)
- Las fantasías de Cuny (1984)
- Parchís entra en acción (1983)
- Las locuras de Parchís (1982)
- Nacional III (1982)
- Los pajaritos (1982)
- Femenino singular (1982)
- El canto de la cigarra (1980)
- El divorcio que viene (1980)
- Las verdes praderas (1979)
- La ciudad maldita (1978)
- Soldados (1978)
- El puente (1976)
- Esclava te doy (1976)
- Los extremeños se tocan (1970)
- No somos ni Romeo ni Julieta (1969)

## Trayectoria en TV
| - Brigada central - Pies de plomo (1 de diciembre de 1989) - Miguel Servet, la sangre y la ceniza - El corazón y las estrellas (22 de marzo de 1989) - Primera función - Los tres etcéteras de Don Simón (23 de febrero de 1989) - Tarde de teatro - Siete días de amor (18 de septiembre de 1984) - Siete días de amor (11 de enero de 1987) - Clase media - El diagnóstico (Abril-Mayo 1905), (26 de Enero de 1987) - Prácticamente mayor (Mayo-Junio 1905), (02 de Febrero de 1987) - La casa de la cachapera (Julio 1905), (09 de Febrero de 1987) - El milagro de Fray Bernardino (Agosto 1905), (16 de febrero de 1987) - La cencerrada (Septiembre 1905), (23 de Febrero de 1987) - El crimen horrendo (Octubre 1905), (02 de Marzo de 1987) - Los que no tenemos diez mil reales (Noviembre 1905), (09 de Marzo de 1987) - La clausura (Diciembre 1905-Marzo 1906), ( 16 de Marzo de 1987) - La comedia - Un sombrero de paja de Italia (8 de noviembre de 1983) - El huevo (17 de enero de 1984) - La señorita de Trevélez (24 de enero de 1984) - Un encargo original - El silbo de la lechuza (18 de junio de 1983) - Anillos de oro - Cuando se dan mal las cartas (1 de enero de 1983) - Teatro estudio - Pepa Doncel (26 de febrero de 1981) - Encuentros con las letras - Juan José (27 de noviembre de 1980) - Cañas y barro (1978) - Curro Jiménez - El prisionero de Arcos (18 de diciembre de 1977) - Los libros - Eugenia Grandet (14 de diciembre de 1977) - Mujeres insólitas - La reina loca de amor (15 de marzo de 1977) - La viuda roja (22 de marzo de 1977) - El teatro - Las luces y los gritos (14 de octubre de 1974) - Hay una luz sobre la cama (28 de octubre de 1974) - La locura de Don Juan (6 de enero de 1975) - Noche de teatro - Águila de blasón (17 de mayo de 1974) - Cisneros (19 de julio de 1974) - Aventuras y desventuras de Mateo - El amigo del hombre (9 de febrero de 1972) - """[[Stop}} - La sanción (25 de septiembre de 1972) - Teatro de siempre - La señorita de Trevélez (17 de abril de 1969) - Intriga y amor (9 de febrero de 1970) - Las falsas confidencias (22 de junio de 1970) - Por la fuente, Juana (6 de julio de 1970) - Don Juan y Fausto (17 de agosto de 1970) - Secretario particular (4 de marzo de 1971) - El bastardo Mudarra (29 de noviembre de 1971) - Teatro breve - Vudú (14 de agosto de 1971) - Gazpacho andaluz (24 de enero de 1980) | - Hora once - La enemiga (18 de octubre de 1969) - El sueño de Makar (15 de abril de 1971) - Doble error (28 de enero de 1974) - La risa española - El verdugo de Sevilla (14 de febrero de 1969) - Es mi hombre (7 de marzo de 1969) - Estudio 1 - Cerca de las estrellas (16 de febrero de 1966) - El otro (29 de octubre de 1971) - El avaro (14 de abril de 1972) (as Jesus Enguita) - La venganza de Don Mendo (29 de septiembre de 1972) - Carmelo (15 de diciembre de 1972) - ¿Quién soy yo? (23 de marzo de 1973) - En la ardiente oscuridad (13 de abril de 1973) - Carlo Monte en Montecarlo (4 de enero de 1974) - Alta fidelidad (1 de septiembre de 1975) - El orgullo de Albacete (22 de noviembre de 1978) - La casa (31 de enero de 1979) - El sexo débil ha hecho gimnasia (2 de mayo de 1979) - El genio alegre (27 de enero de 1980) - Maribel y la extraña familia (16 de marzo de 1980) - El solar de Mediacapa (20 de abril de 1980) - La moza del cántaro (9 de enero de 1981) - La barca sin pescador (30 de enero de 1981) - La serrana de la vera (10 de marzo de 1981) - El solar de mediacapa (20 de abril de 1980) - Tú tranquilo - Carta de recomendación (3 de julio de 1965) - Teatro de humor - Los ladrones somos gente honrada (11 de abril de 1965) - Novela - La pesca de la sirena (22 de junio de 1964) - Los hombres de cristal (14 de junio de 1966) - El monje misterioso (10 de marzo de 1969) - Silas Manner (7 de diciembre de 1970) - El casamiento (9 de agosto de 1971) - Oblomov (20 de mayo de 1974) - La espera (23 de mayo de 1977) - Pepita Jiménez (6 de noviembre de 1978) - Historias de mi barrio - El piso (9 de junio de 1964) - La Miss (29 de julio de 1964) - Teatro de familia - Chocolate para cincuenta (5 de mayo de 1964) - Primera fila - Arsénico y encaje antiguo (4 de febrero de 1964) - Eloísa está debajo de un almendro (8 de abril de 1964) - La venganza de Don Mendo (21 de junio de 1964) - Adiós, Mimí Pompón (3 de febrero de 1965) Charles - La vida en un bloc (17 de marzo de 1965) - Carmelo (7 de julio de 1965) - Rosi y los demás - El caso de la monjita atrevida (29 de octubre de 1963) |